# شویلر ۲۹۲۳
سیارک ۲۹۲۳ (به انگلیسی: 2923 Schuyler، نامگذاری:1977DA) دو هزار و نهصد و بیست و سومین سیارک کشف شده‌است که در ۲۲ فوریه ۱۹۷۷ کشف شد.
قدر مطلق سیارک برابر ۱۳٫۶۰ است.